# San Pedro de los Metates
San Pedro de los Metates är en ort i Mexiko, tillhörande kommunen Acambay de Ruíz Castañeda i den västra delen av delstaten Mexiko, i den centrala delen av landet. Orten hade 2 048 invånare vid folkräkningen 2010.